# Роберт Глатцель
Роберт Глатцель (нім. Robert Glatzel, нар. 8 січня 1994, Фюрстенфельдбрук) — німецький футболіст, нападник клубу «Гамбург».
Виступав, зокрема, за клуби «Кайзерслаутерн» та «Кардіфф Сіті».

## Ігрова кар'єра
Народився 8 січня 1994 року в місті Фюрстенфельдбрук. Вихованець юнацьких команд футбольних клубів «Унтергахінг» та «Мюнхен 1860».
У дорослому футболі дебютував 2013 року виступами за команду «Гаймштеттен», у якій того року взяв участь у 4 матчах чемпіонату. 
Згодом з 2013 по 2015 рік грав у складі команд «Вакер» (Бургхаузен) та «Мюнхен 1860» II.
Своєю грою за останню команду привернув увагу представників тренерського штабу клубу «Кайзерслаутерн», до складу якого приєднався 2015 року. Відіграв за кайзерслаутернський клуб наступні два сезони своєї ігрової кар'єри.
Протягом 2017—2019 років захищав кольори клубу «Гайденгайм».
У 2019 році уклав контракт з клубом «Кардіфф Сіті», у складі якого провів наступні два роки своєї кар'єри гравця. Більшість часу, проведеного у складі «Кардіфф Сіті», був основним гравцем атакувальної ланки команди.
Протягом 2021 року захищав кольори клубу «Майнц 05».
До складу клубу «Гамбург» приєднався 2021 року. Станом на 6 червня 2024 року відіграв за гамбурзький клуб 95 матчів у національному чемпіонаті.